# Jean Bertin (ingénieur)
Pour les articles homonymes, voir Jean Bertin et Bertin.
Jean Bertin, né le 5 septembre 1917 à Druyes-les-Belles-Fontaines (France) et mort le 21 décembre 1975 à Neuilly-sur-Seine, est un ingénieur, inventeur et entrepreneur français du secteur de l'aéronautique et des transports. Son nom est attaché à l'invention de l'Aérotrain, mais il est également un inventeur prolifique dans le domaine de la mécanique et de l'aéronautique (163 brevets) et un acteur majeur de la recherche de pointe de l'après-guerre en France.
La société Bertin et Cie fondée par Jean Bertin s'est prolongée sous le nom de Bertin Technologies.

## Biographie

### Jeunesse et formation
Jean Bertin est polytechnicien de la promotion 1938,. Il est diplômé de l'École supérieure de l'aéronautique en 1943,.

### Carrière
Il entre en 1944 à la Snecma où il est nommé directeur technique adjoint chargé des études spéciales sur les moteurs. Il y réalise le premier inverseur de poussée pour réacteur, expérimenté sur un réacteur de Vampire en 1952.
En 1955, il quitte la Snecma avec quelques ingénieurs et fonde la société Bertin et Cie. En effet, il est frappé que les constructeurs automobiles français achètent des brevets étrangers alors que les procédés industriels français existent dans les domaines de l'aviation et des moteurs à piston : Bertin et Cie sera la courroie de transmission entre les deux industries.
En 1957, un de ses ingénieurs, Louis Duthion, redécouvre en testant des silencieux pour réacteur le phénomène d'« effet de sol ». Les applications crédibles n'apparaissent pas immédiatement. Mais l'invention de l'hovercraft et des « jupes souples » en Angleterre en 1958 relance le sujet.
En 1958, Jean Bertin répond à un appel d'offres d'Aéroport de Paris pour un système de lutte contre le brouillard. Le système Turboclair inventé par l'ingénieur consiste à utiliser des réacteurs réformés pour réchauffer l'air. Les premiers tests se font à Brétigny avec des moteurs SNECMA ATAR. En 1961, les tests se poursuivent avec 16 appareils De Haviland SE 532 'Mistral' de l'Armée de l'Air à Melun-Villaroche. En 1963, le dispositif est testé à Orly en parallèle d'un autre à base de gaz propane. En août 1970, la FAA approuve le Turboclair et 8 fosses sont implantées à Orly en 1970, puis 12, puis 14 en 1974 (y compris Roissy). Les pilotes qui sont amenés à se poser demandent un « atterrissage Turboclair » à la tour de contrôle qui déclenche alors les réacteurs. Cette procédure était décrite dans les manuels de procédure et consommait 1 500 litres de carburant par atterrissage. Ce sont 127 atterrissages durant l'hiver 1975-1976 qui ont été réalisés grâce à Turboclair, 128 pour l'hiver 1976-1977, 343 en 1978. La mise en place progressive des ILS/ATT sur les avions, remplace Turboclair dans les années 1980.
Le brevet du coussin d'air est déposé le 17 janvier 1961. Les recherches de Jean Bertin s'orientent vers les applications du coussin d'air dans les transports : aéroglisseurs, aérotrain. La Direction des études et fabrications d'armement se montre intéressée par ces concepts et en janvier 1961, Bertin en Cie décide l'étude d'un aéroglisseur terrestre à des fins militaires,. Le 13 avril 1962, Jean Bertin convie les médias à une conférence de presse sur la base de Satory pour leur présenter le TARRAPLANE BC4.
De 1963 à 1974, il se consacre à la conception et aux essais de l'aérotrain, projet d'abord soutenu par les pouvoirs publics, mais qui est finalement abandonné par l'État le 17 juillet 1974, bien que le principe d’une mise en place d'une ligne d'aérotrain Cergy-La Défense ait été validé par la signature d’un accord moins d’un mois auparavant.
Jean Bertin est nommé membre de l'Académie du Morvan en 1968. En 1973, il devient membre étranger de l'Académie royale suédoise des sciences techniques.
En 1973, l'Association des journalistes professionnels de l’aéronautique et de l’espace (AJPAE) lui décerne le prix Icare.

### Décès
Un an après l’arrêt de l’aérotrain, Jean Bertin meurt d'un cancer du cerveau. Il est inhumé à Monblanc, petit village du Gers.

## Images

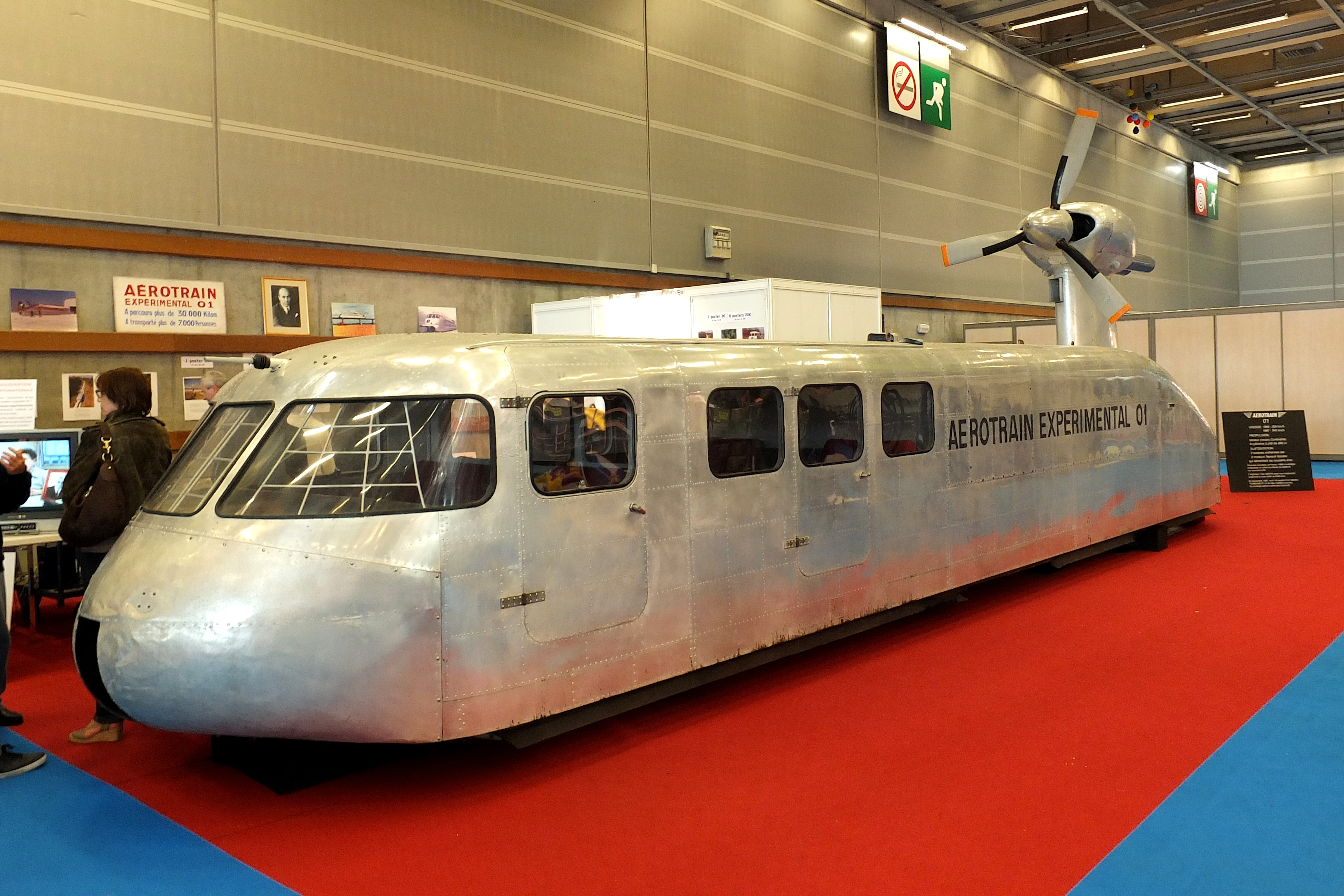
Aérotrain 01
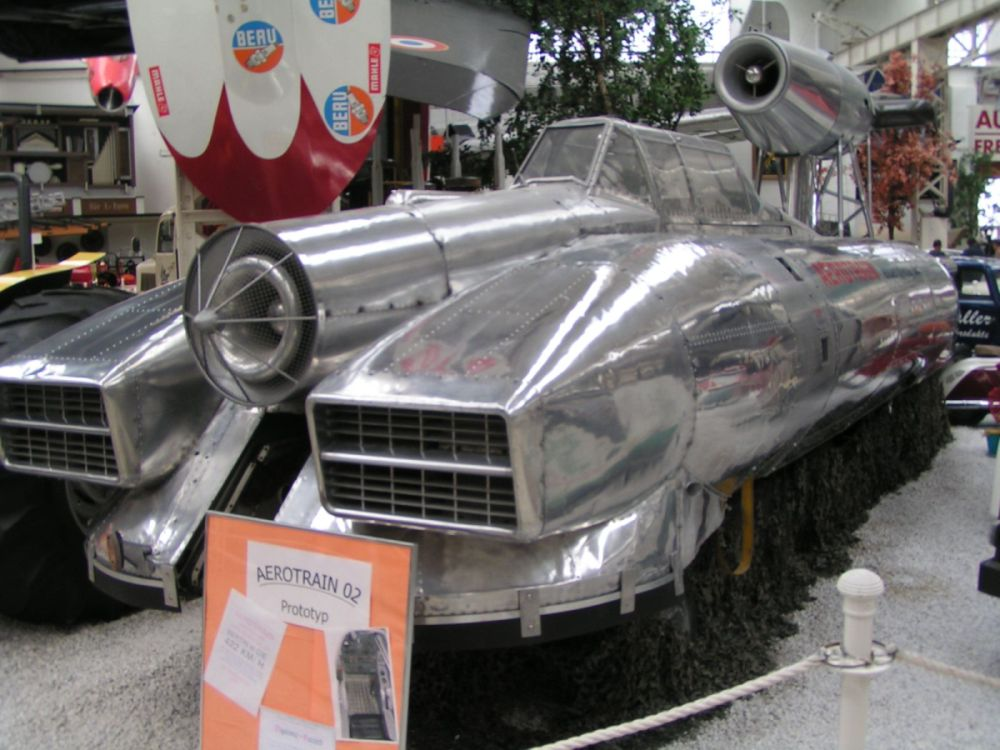
Aérotrain 02, exposé en Allemagne à Spire de 2001 à 2005
Aérotrain S44
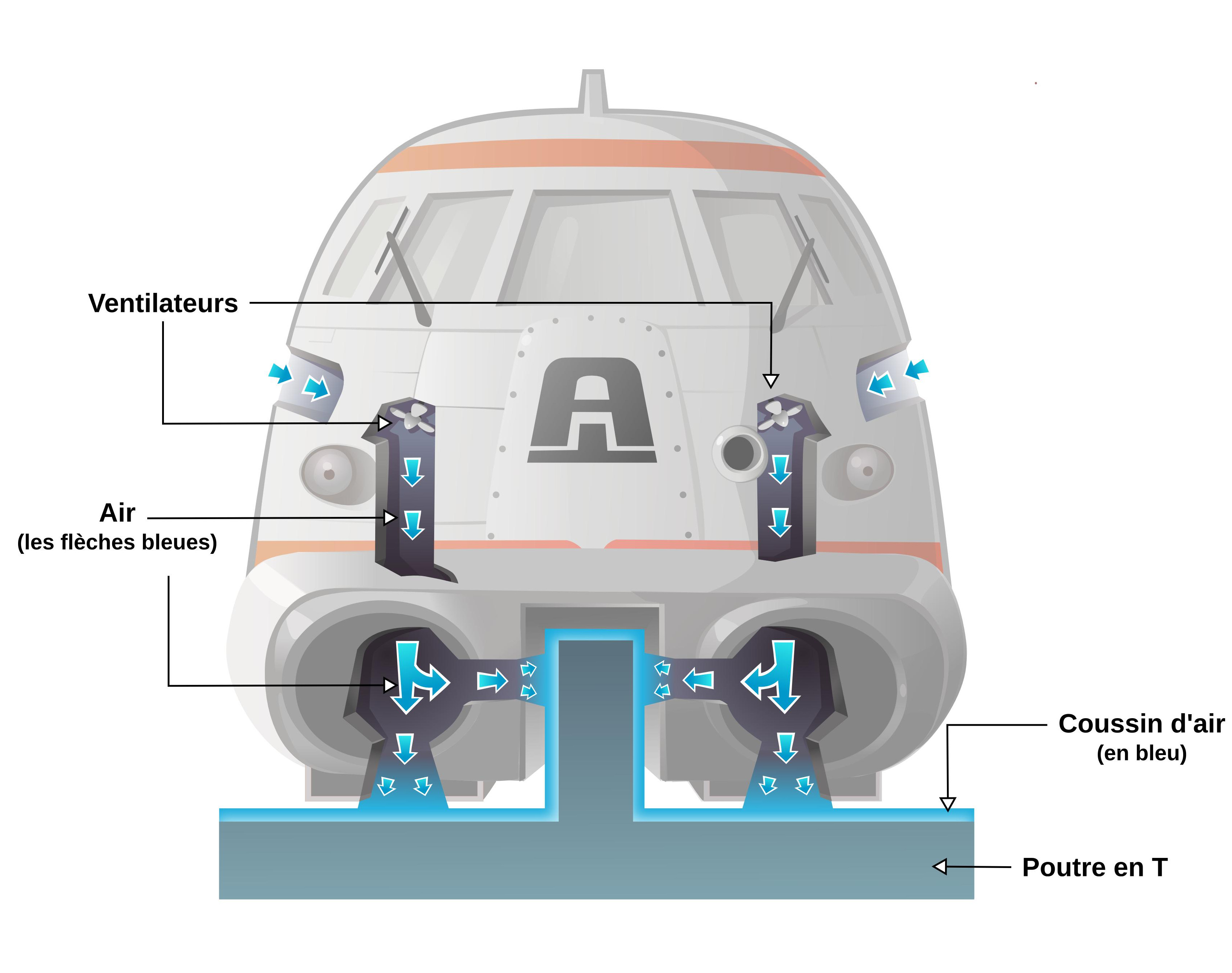
Principe de sustentation de l'aérotrain
Tracé de la voie d'essai (en partie détruite)
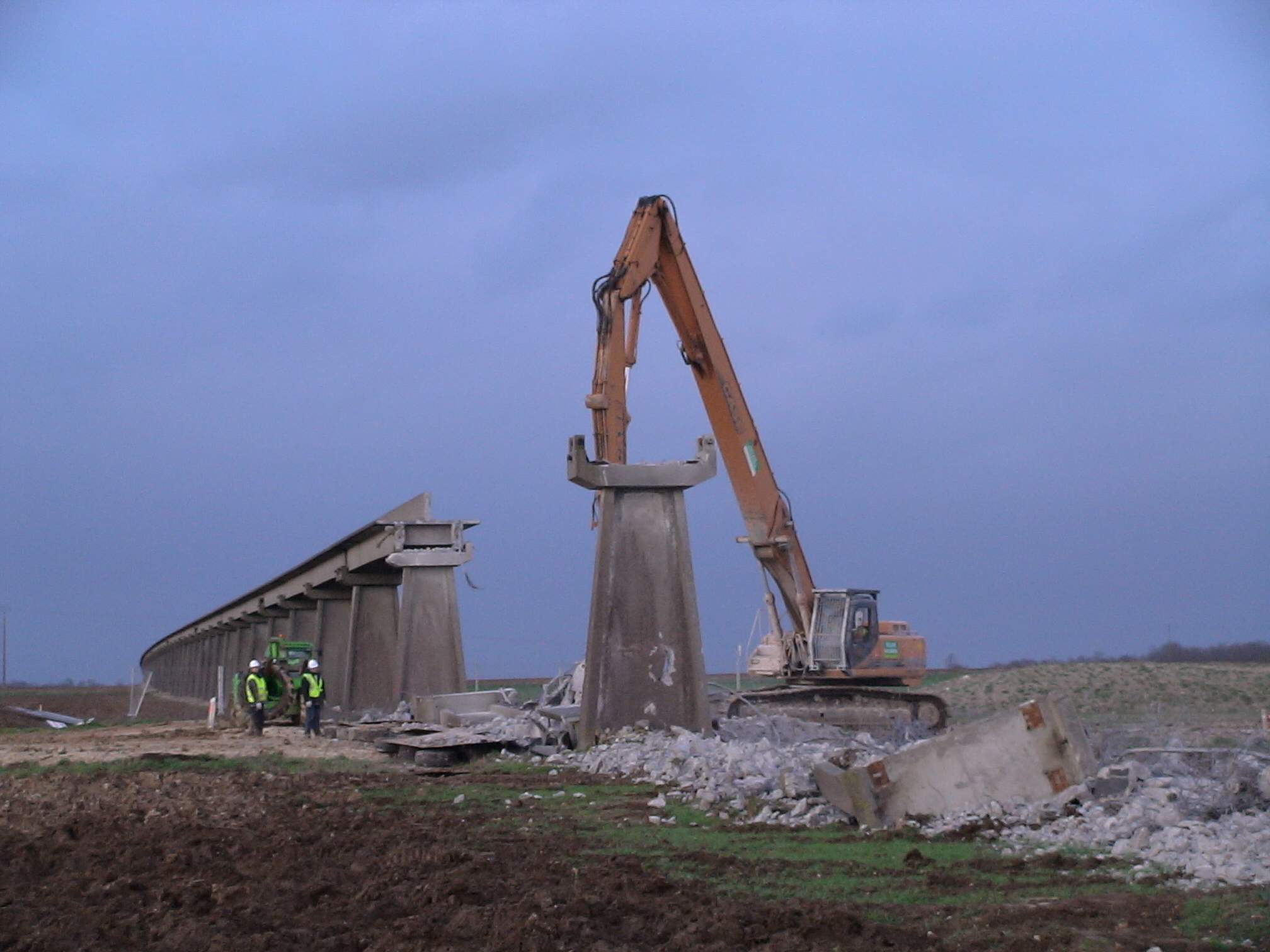
Destruction en avril 2007 d'une partie de la voie aérienne de l'aérotrain de Jean Bertin
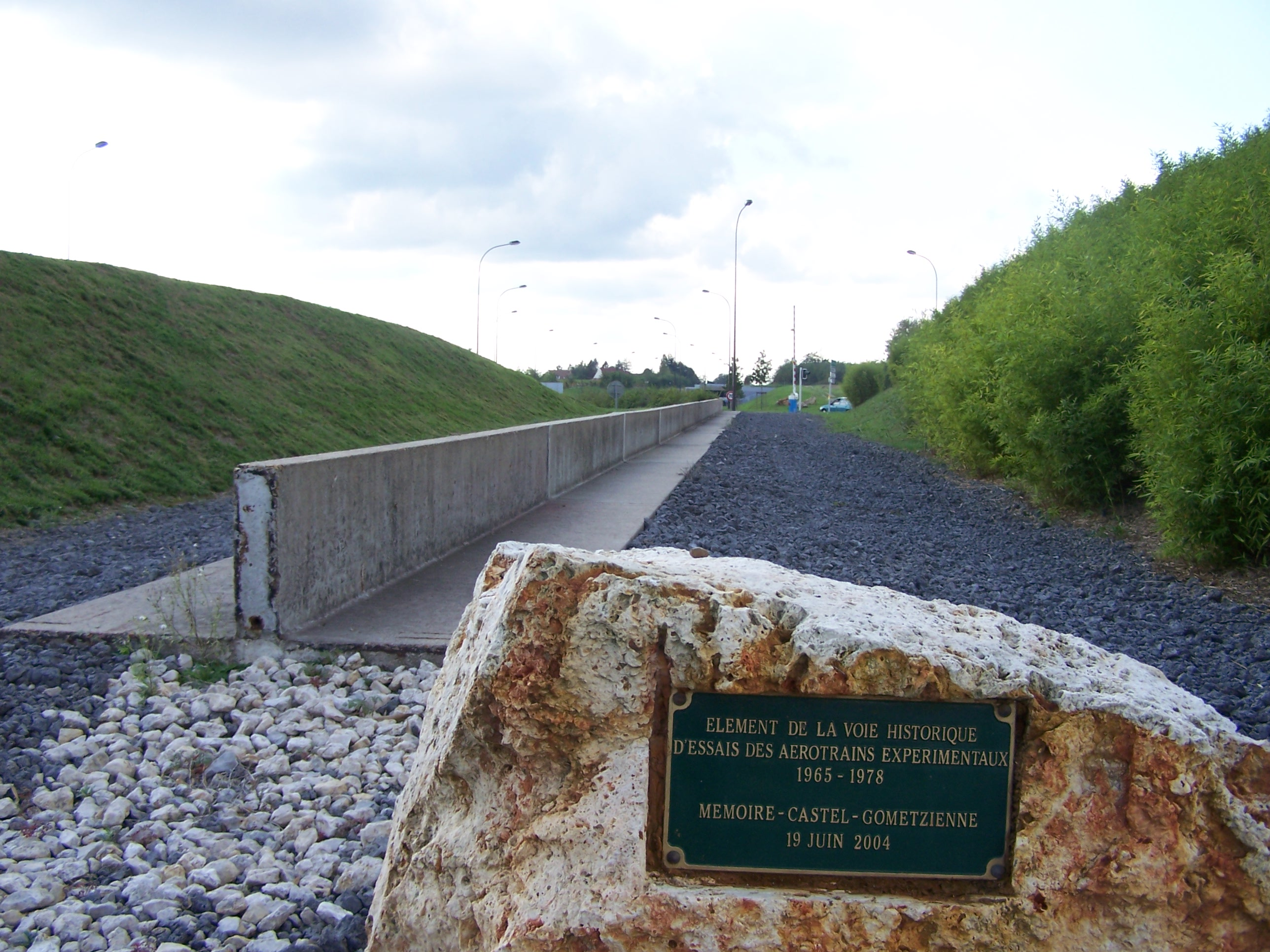
Plaque ancienne voie à Gometz-le-Châtel (91)

## Distinctions

### Prix
- Prix Icare en 1973

### Décorations
- Officier de la Légion d'honneur en 1966, chevalier en 1951[14]
- Croix de guerre 1939–1945[4]